# Övre Glotterns naturreservat
Övre Glotterns naturreservat är ett naturreservat i Norrköpings kommun i Östergötlands län.
Området är naturskyddat sedan 2022 och är 121 hektar stort. Reservatet ligger på Kolmården omkring norra delen av sjön Övre Glottern och består vatten och gammal obrukad skog.